# Konjo (peuple d'Indonésie)
Pour les articles homonymes, voir Konjo.
Ne doit pas être confondu avec Konjo (peuple d'Afrique).

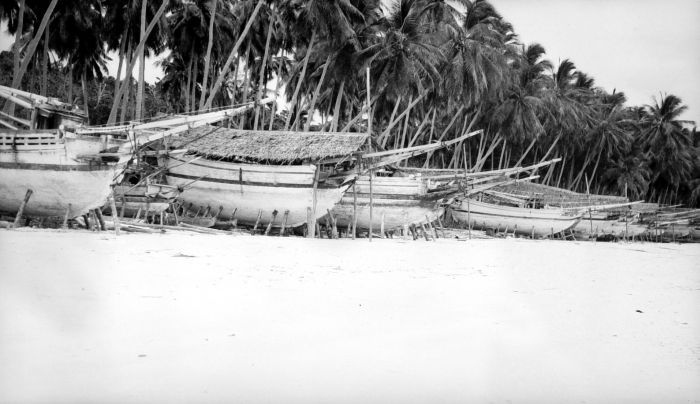
Bateaux à Bira dans les années 1930.

Les Konjo sont une population de la province indonésienne de Sulawesi du Sud dans l'île de Célèbes. Ils habitent principalement le kabupaten de Bulukumba, dans le coin sud-est de la péninsule méridionale de Sulawesi.
Les Konjo de la côte sont des marins et constructeurs de bateaux. C'est à Tanaberu, plus précisément dans les villages d'Ara et Lemo-Lemo, qu'on trouve les derniers chantiers navals où l'on construit les voiliers pinisi.
C'est du village de Bira que sont en général originaires les capitaines et marins qui équipent ces voiliers qui sillonnent les mers de l'archipel indonésien. Les Konjo ne cherchent pas à contredire la croyance générale qu'ils sont Bugis.